# Jean Ier de Blois-Châtillon
Pour les articles homonymes, voir Jean de Châtillon et Jean Ier.
Jean Ier de Châtillon, comte de Blois, puis de Dunois et de Chartres, seigneur d'Avesnes, de Guise, mort le 29 juin 1279, ou le 2 mai 1280 à Chambord,.

## Biographie
Jean hérite des comtés de Blois et de Dunois de sa mère Marie d'Avesnes, qui décède en 1241, suivie en 1248 par son père, Hugues Ier de Châtillon, duquel il hérite des seigneuries d'Avesnes et de Guise. En 1256, il réunit le comté de Chartres au domaine thibaldien traditionnel (dont il était séparé depuis 1218) selon le testament de sa cousine, Mahaut d'Amboise.
En 1271, il est nommé par le roi Philippe III le Hardi, tuteur, défenseur et garde du Royaume, et de ses enfants, si le comte d'Alençon venait à mourir (celui-ci épousera sa fille Jeanne).
En 1273, il fonde le couvent des frères prêcheurs de Blois, puis fait bâtir, avec sa femme, la même année, l'abbaye de la Guiche à Chousy.

## Famille
Fils aîné, du mariage en 1230, de Hugues Ier de Châtillon (v. 1196-1248), comte de Saint-Pol, et de Marie d'Avesnes († 1241), comtesse de Blois, dames d'Avesnes et de Guise (fille de Gautier d'Avesnes). Il a pour frère Guy de Châtillon (1225-1289), comte de Saint-Pol.

### Mariage et descendance
Avant de recevoir le comté de Chartres, Jean épouse en 1254 une petite-fille du roi Thibaut Ier de Navarre, Alix de Bretagne, alors âgée de 11 ans. Ils partagent ainsi un ancêtre commun, à savoir le comte Thibaut IV de Blois, mort à peine un siècle plus tôt, en 1152.
Le couple eut une fille prénommée Jeanne (1253-1291), promise en 1263, puis épouse en 1272, Pierre de France († 1283), comte d'Alençon et de Valois.

### Décès et testament
En 1268, alors seigneur de Bohain, malade, il fait son testament, mais guérit et ne meurt qu'en 1279 à Chambord. Selon les historiens Bergevin et Dupré, Jean a été le premier comte de Blois à périr sur les terres blésoises. Son corps fut inhumé après une grande cérémonie au sein de son abbaye de la Guiche.

## Généalogie simplifiée
: Roi de Navarre (issu de la maison de Blois)

 : Comte de Blois

 : Comte de Saint-Pol

 : Comte de Chartres
|  |  |                       |                       |                       |                       |                       |                       |                                      |                                      |                                      |                                      |                                      |                                      |                        |                        |                         |                         |                         |                         |                         |                         |                        |                        |                        |                        |                      |                      |                          |                          |                          |                          |                          |                          |                     |                     |                         |                         |                         |                         |                          |                          |                          |                          |                          |                          |  |  |                        |                        |                        |                        |                        |                        |                           |                           |                           |                           |                           |                           |                    |                    |                    |                    |                     |                     |                     |                     |                       |                       |                       |                       |                        |                        |                        |                        |                        |                        |  |  |  |  |  |  |  |  |  |  |  |  |  |  |  |  |  |  |  |  |  |  |  |  |  |  |  |  |  |  |
|  |  |                       |                       |                       |                       |                       |                       |                                      |                                      |                                      |                                      |                                      |                                      |                        |                        |                         |                         |                         |                         |                         |                         |                        |                        |                        |                        |                      |                      |                          |                          |                          |                          |                          |                          |                     |                     |                         |                         |                         |                         |                          |                          |                          |                          |                          |                          |  |  |                        |                        |                        |                        |                        |                        |                           |                           |                           |                           |                           |                           |                    |                    |                    |                    |                     |                     |                     |                     |                       |                       |                       |                       |                        |                        |                        |                        |                        |                        |  |  |  |  |  |  |  |  |  |  |  |  |  |  |  |  |  |  |  |  |  |  |  |  |  |  |  |  |  |  |
|  |  | Élisabeth de Chartres | Élisabeth de Chartres | Élisabeth de Chartres | Élisabeth de Chartres | Élisabeth de Chartres | Élisabeth de Chartres |                                      |                                      | Marguerite de Blois                  | Marguerite de Blois                  | Marguerite de Blois                  | Marguerite de Blois                  | Marguerite de Blois    | Marguerite de Blois    |                         |                         |                         |                         |                         |                         | Gautier II d'Avesnes   | Gautier II d'Avesnes   | Gautier II d'Avesnes   | Gautier II d'Avesnes   | Gautier II d'Avesnes | Gautier II d'Avesnes |                          |                          |                          |                          | Élisabeth Candavène      | Élisabeth Candavène      | Élisabeth Candavène | Élisabeth Candavène | Élisabeth Candavène     | Élisabeth Candavène     |                         |                         | Gaucher III de Châtillon | Gaucher III de Châtillon | Gaucher III de Châtillon | Gaucher III de Châtillon | Gaucher III de Châtillon | Gaucher III de Châtillon |  |  | Pierre Ier de Bretagne | Pierre Ier de Bretagne | Pierre Ier de Bretagne | Pierre Ier de Bretagne | Pierre Ier de Bretagne | Pierre Ier de Bretagne |                           |                           | Alix de Thouars           | Alix de Thouars           | Alix de Thouars           | Alix de Thouars           | Alix de Thouars    | Alix de Thouars    |                    |                    | Agnès de Beaujeu    | Agnès de Beaujeu    | Agnès de Beaujeu    | Agnès de Beaujeu    | Agnès de Beaujeu      | Agnès de Beaujeu      |                       |                       | Thibaut Ier de Navarre | Thibaut Ier de Navarre | Thibaut Ier de Navarre | Thibaut Ier de Navarre | Thibaut Ier de Navarre | Thibaut Ier de Navarre |  |  |  |  |  |  |  |  |  |  |  |  |  |  |  |  |  |  |  |  |  |  |  |  |  |  |  |  |  |  |
|  |  | Élisabeth de Chartres | Élisabeth de Chartres | Élisabeth de Chartres | Élisabeth de Chartres | Élisabeth de Chartres | Élisabeth de Chartres |                                      |                                      | Marguerite de Blois                  | Marguerite de Blois                  | Marguerite de Blois                  | Marguerite de Blois                  | Marguerite de Blois    | Marguerite de Blois    |                         |                         |                         |                         |                         |                         | Gautier II d'Avesnes   | Gautier II d'Avesnes   | Gautier II d'Avesnes   | Gautier II d'Avesnes   | Gautier II d'Avesnes | Gautier II d'Avesnes |                          |                          |                          |                          | Élisabeth Candavène      | Élisabeth Candavène      | Élisabeth Candavène | Élisabeth Candavène | Élisabeth Candavène     | Élisabeth Candavène     |                         |                         | Gaucher III de Châtillon | Gaucher III de Châtillon | Gaucher III de Châtillon | Gaucher III de Châtillon | Gaucher III de Châtillon | Gaucher III de Châtillon |  |  | Pierre Ier de Bretagne | Pierre Ier de Bretagne | Pierre Ier de Bretagne | Pierre Ier de Bretagne | Pierre Ier de Bretagne | Pierre Ier de Bretagne |                           |                           | Alix de Thouars           | Alix de Thouars           | Alix de Thouars           | Alix de Thouars           | Alix de Thouars    | Alix de Thouars    |                    |                    | Agnès de Beaujeu    | Agnès de Beaujeu    | Agnès de Beaujeu    | Agnès de Beaujeu    | Agnès de Beaujeu      | Agnès de Beaujeu      |                       |                       | Thibaut Ier de Navarre | Thibaut Ier de Navarre | Thibaut Ier de Navarre | Thibaut Ier de Navarre | Thibaut Ier de Navarre | Thibaut Ier de Navarre |  |  |  |  |  |  |  |  |  |  |  |  |  |  |  |  |  |  |  |  |  |  |  |  |  |  |  |  |  |  |
|  |  |                       |                       |                       |                       |                       |                       |                                      |                                      |                                      |                                      |                                      |                                      |                        |                        |                         |                         |                         |                         |                         |                         |                        |                        |                        |                        |                      |                      |                          |                          |                          |                          |                          |                          |                     |                     |                         |                         |                         |                         |                          |                          |                          |                          |                          |                          |  |  |                        |                        |                        |                        |                        |                        |                           |                           |                           |                           |                           |                           |                    |                    |                    |                    |                     |                     |                     |                     |                       |                       |                       |                       |                        |                        |                        |                        |                        |                        |  |  |  |  |  |  |  |  |  |  |  |  |  |  |  |  |  |  |  |  |  |  |  |  |  |  |  |  |  |  |
|  |  |                       |                       |                       |                       |                       |                       |                                      |                                      |                                      |                                      |                                      |                                      |                        |                        |                         |                         |                         |                         |                         |                         |                        |                        |                        |                        |                      |                      |                          |                          |                          |                          |                          |                          |                     |                     |                         |                         |                         |                         |                          |                          |                          |                          |                          |                          |  |  |                        |                        |                        |                        |                        |                        |                           |                           |                           |                           |                           |                           |                    |                    |                    |                    |                     |                     |                     |                     |                       |                       |                       |                       |                        |                        |                        |                        |                        |                        |  |  |  |  |  |  |  |  |  |  |  |  |  |  |  |  |  |  |  |  |  |  |  |  |  |  |  |  |  |  |
|  |  | Mahaut d'Amboise      | Mahaut d'Amboise      | Mahaut d'Amboise      | Mahaut d'Amboise      | Mahaut d'Amboise      | Mahaut d'Amboise      |                                      |                                      |                                      |                                      | Isabelle d'Avesnes                   | Isabelle d'Avesnes                   | Isabelle d'Avesnes     | Isabelle d'Avesnes     | Isabelle d'Avesnes      | Isabelle d'Avesnes      |                         |                         | Thibaud d'Avesnes       | Thibaud d'Avesnes       | Thibaud d'Avesnes      | Thibaud d'Avesnes      | Thibaud d'Avesnes      | Thibaud d'Avesnes      |                      |                      | Marie d'Avesnes          | Marie d'Avesnes          | Marie d'Avesnes          | Marie d'Avesnes          | Marie d'Avesnes          | Marie d'Avesnes          |                     |                     | Hugues Ier de Châtillon | Hugues Ier de Châtillon | Hugues Ier de Châtillon | Hugues Ier de Châtillon | Hugues Ier de Châtillon  | Hugues Ier de Châtillon  |                          |                          |                          |                          |  |  |                        |                        |                        |                        | Jean Ier de Bretagne   | Jean Ier de Bretagne   | Jean Ier de Bretagne      | Jean Ier de Bretagne      | Jean Ier de Bretagne      | Jean Ier de Bretagne      |                           |                           | Blanche de Navarre | Blanche de Navarre | Blanche de Navarre | Blanche de Navarre | Blanche de Navarre  | Blanche de Navarre  |                     |                     |                       |                       |                       |                       |                        |                        |                        |                        |                        |                        |  |  |  |  |  |  |  |  |  |  |  |  |  |  |  |  |  |  |  |  |  |  |  |  |  |  |  |  |  |  |
|  |  | Mahaut d'Amboise      | Mahaut d'Amboise      | Mahaut d'Amboise      | Mahaut d'Amboise      | Mahaut d'Amboise      | Mahaut d'Amboise      |                                      |                                      |                                      |                                      | Isabelle d'Avesnes                   | Isabelle d'Avesnes                   | Isabelle d'Avesnes     | Isabelle d'Avesnes     | Isabelle d'Avesnes      | Isabelle d'Avesnes      |                         |                         | Thibaud d'Avesnes       | Thibaud d'Avesnes       | Thibaud d'Avesnes      | Thibaud d'Avesnes      | Thibaud d'Avesnes      | Thibaud d'Avesnes      |                      |                      | Marie d'Avesnes          | Marie d'Avesnes          | Marie d'Avesnes          | Marie d'Avesnes          | Marie d'Avesnes          | Marie d'Avesnes          |                     |                     | Hugues Ier de Châtillon | Hugues Ier de Châtillon | Hugues Ier de Châtillon | Hugues Ier de Châtillon | Hugues Ier de Châtillon  | Hugues Ier de Châtillon  |                          |                          |                          |                          |  |  |                        |                        |                        |                        | Jean Ier de Bretagne   | Jean Ier de Bretagne   | Jean Ier de Bretagne      | Jean Ier de Bretagne      | Jean Ier de Bretagne      | Jean Ier de Bretagne      |                           |                           | Blanche de Navarre | Blanche de Navarre | Blanche de Navarre | Blanche de Navarre | Blanche de Navarre  | Blanche de Navarre  |                     |                     |                       |                       |                       |                       |                        |                        |                        |                        |                        |                        |  |  |  |  |  |  |  |  |  |  |  |  |  |  |  |  |  |  |  |  |  |  |  |  |  |  |  |  |  |  |
|  |  |                       |                       |                       |                       |                       |                       |                                      |                                      |                                      |                                      |                                      |                                      |                        |                        |                         |                         |                         |                         |                         |                         |                        |                        |                        |                        |                      |                      |                          |                          |                          |                          |                          |                          |                     |                     |                         |                         |                         |                         |                          |                          |                          |                          |                          |                          |  |  |                        |                        |                        |                        |                        |                        |                           |                           |                           |                           |                           |                           |                    |                    |                    |                    |                     |                     |                     |                     |                       |                       |                       |                       |                        |                        |                        |                        |                        |                        |  |  |  |  |  |  |  |  |  |  |  |  |  |  |  |  |  |  |  |  |  |  |  |  |  |  |  |  |  |  |
|  |  |                       |                       |                       |                       |                       |                       |                                      |                                      |                                      |                                      |                                      |                                      |                        |                        |                         |                         |                         |                         |                         |                         |                        |                        |                        |                        |                      |                      |                          |                          |                          |                          |                          |                          |                     |                     |                         |                         |                         |                         |                          |                          |                          |                          |                          |                          |  |  |                        |                        |                        |                        |                        |                        |                           |                           |                           |                           |                           |                           |                    |                    |                    |                    |                     |                     |                     |                     |                       |                       |                       |                       |                        |                        |                        |                        |                        |                        |  |  |  |  |  |  |  |  |  |  |  |  |  |  |  |  |  |  |  |  |  |  |  |  |  |  |  |  |  |  |
|  |  |                       |                       |                       |                       |                       |                       | Isabeau de Villehardouin de Lézinnes | Isabeau de Villehardouin de Lézinnes | Isabeau de Villehardouin de Lézinnes | Isabeau de Villehardouin de Lézinnes | Isabeau de Villehardouin de Lézinnes | Isabeau de Villehardouin de Lézinnes |                        |                        | Gaucher IV de Châtillon | Gaucher IV de Châtillon | Gaucher IV de Châtillon | Gaucher IV de Châtillon | Gaucher IV de Châtillon | Gaucher IV de Châtillon |                        |                        | Guy III de Saint-Pol   | Guy III de Saint-Pol   | Guy III de Saint-Pol | Guy III de Saint-Pol | Guy III de Saint-Pol     | Guy III de Saint-Pol     |                          |                          | Mathilde de Brabant      | Mathilde de Brabant      | Mathilde de Brabant | Mathilde de Brabant | Mathilde de Brabant     | Mathilde de Brabant     |                         |                         | Hugues                   | Hugues                   | Hugues                   | Hugues                   | Hugues                   | Hugues                   |  |  | Jean Ier               | Jean Ier               | Jean Ier               | Jean Ier               | Jean Ier               | Jean Ier               |                           |                           | Alix de Bretagne          | Alix de Bretagne          | Alix de Bretagne          | Alix de Bretagne          | Alix de Bretagne   | Alix de Bretagne   |                    |                    | Jean II de Bretagne | Jean II de Bretagne | Jean II de Bretagne | Jean II de Bretagne | Jean II de Bretagne   | Jean II de Bretagne   |                       |                       | Béatrice d'Angleterre  | Béatrice d'Angleterre  | Béatrice d'Angleterre  | Béatrice d'Angleterre  | Béatrice d'Angleterre  | Béatrice d'Angleterre  |  |  |  |  |  |  |  |  |  |  |  |  |  |  |  |  |  |  |  |  |  |  |  |  |  |  |  |  |  |  |
|  |  |                       |                       |                       |                       |                       |                       | Isabeau de Villehardouin de Lézinnes | Isabeau de Villehardouin de Lézinnes | Isabeau de Villehardouin de Lézinnes | Isabeau de Villehardouin de Lézinnes | Isabeau de Villehardouin de Lézinnes | Isabeau de Villehardouin de Lézinnes |                        |                        | Gaucher IV de Châtillon | Gaucher IV de Châtillon | Gaucher IV de Châtillon | Gaucher IV de Châtillon | Gaucher IV de Châtillon | Gaucher IV de Châtillon |                        |                        | Guy III de Saint-Pol   | Guy III de Saint-Pol   | Guy III de Saint-Pol | Guy III de Saint-Pol | Guy III de Saint-Pol     | Guy III de Saint-Pol     |                          |                          | Mathilde de Brabant      | Mathilde de Brabant      | Mathilde de Brabant | Mathilde de Brabant | Mathilde de Brabant     | Mathilde de Brabant     |                         |                         | Hugues                   | Hugues                   | Hugues                   | Hugues                   | Hugues                   | Hugues                   |  |  | Jean Ier               | Jean Ier               | Jean Ier               | Jean Ier               | Jean Ier               | Jean Ier               |                           |                           | Alix de Bretagne          | Alix de Bretagne          | Alix de Bretagne          | Alix de Bretagne          | Alix de Bretagne   | Alix de Bretagne   |                    |                    | Jean II de Bretagne | Jean II de Bretagne | Jean II de Bretagne | Jean II de Bretagne | Jean II de Bretagne   | Jean II de Bretagne   |                       |                       | Béatrice d'Angleterre  | Béatrice d'Angleterre  | Béatrice d'Angleterre  | Béatrice d'Angleterre  | Béatrice d'Angleterre  | Béatrice d'Angleterre  |  |  |  |  |  |  |  |  |  |  |  |  |  |  |  |  |  |  |  |  |  |  |  |  |  |  |  |  |  |  |
|  |  |                       |                       |                       |                       |                       |                       |                                      |                                      |                                      |                                      |                                      |                                      |                        |                        |                         |                         |                         |                         |                         |                         |                        |                        |                        |                        |                      |                      |                          |                          |                          |                          |                          |                          |                     |                     |                         |                         |                         |                         |                          |                          |                          |                          |                          |                          |  |  |                        |                        |                        |                        |                        |                        |                           |                           |                           |                           |                           |                           |                    |                    |                    |                    |                     |                     |                     |                     |                       |                       |                       |                       |                        |                        |                        |                        |                        |                        |  |  |  |  |  |  |  |  |  |  |  |  |  |  |  |  |  |  |  |  |  |  |  |  |  |  |  |  |  |  |
|  |  |                       |                       |                       |                       |                       |                       |                                      |                                      |                                      |                                      |                                      |                                      |                        |                        |                         |                         |                         |                         |                         |                         |                        |                        |                        |                        |                      |                      |                          |                          |                          |                          |                          |                          |                     |                     |                         |                         |                         |                         |                          |                          |                          |                          |                          |                          |  |  |                        |                        |                        |                        |                        |                        |                           |                           |                           |                           |                           |                           |                    |                    |                    |                    |                     |                     |                     |                     |                       |                       |                       |                       |                        |                        |                        |                        |                        |                        |  |  |  |  |  |  |  |  |  |  |  |  |  |  |  |  |  |  |  |  |  |  |  |  |  |  |  |  |  |  |
|  |  |                       |                       |                       |                       |                       |                       |                                      |                                      |                                      |                                      | Gaucher V de Châtillon               | Gaucher V de Châtillon               | Gaucher V de Châtillon | Gaucher V de Châtillon | Gaucher V de Châtillon  | Gaucher V de Châtillon  |                         |                         | Hugues II de Châtillon  | Hugues II de Châtillon  | Hugues II de Châtillon | Hugues II de Châtillon | Hugues II de Châtillon | Hugues II de Châtillon |                      |                      | Jacques Ier de Châtillon | Jacques Ier de Châtillon | Jacques Ier de Châtillon | Jacques Ier de Châtillon | Jacques Ier de Châtillon | Jacques Ier de Châtillon |                     |                     | Guy IV de Saint-Pol     | Guy IV de Saint-Pol     | Guy IV de Saint-Pol     | Guy IV de Saint-Pol     | Guy IV de Saint-Pol      | Guy IV de Saint-Pol      |                          |                          |                          |                          |  |  |                        |                        |                        |                        |                        |                        | Jeanne de Blois-Châtillon | Jeanne de Blois-Châtillon | Jeanne de Blois-Châtillon | Jeanne de Blois-Châtillon | Jeanne de Blois-Châtillon | Jeanne de Blois-Châtillon |                    |                    |                    |                    |                     |                     |                     |                     | Arthur II de Bretagne | Arthur II de Bretagne | Arthur II de Bretagne | Arthur II de Bretagne | Arthur II de Bretagne  | Arthur II de Bretagne  |                        |                        |                        |                        |  |  |  |  |  |  |  |  |  |  |  |  |  |  |  |  |  |  |  |  |  |  |  |  |  |  |  |  |  |  |
|  |  |                       |                       |                       |                       |                       |                       |                                      |                                      |                                      |                                      | Gaucher V de Châtillon               | Gaucher V de Châtillon               | Gaucher V de Châtillon | Gaucher V de Châtillon | Gaucher V de Châtillon  | Gaucher V de Châtillon  |                         |                         | Hugues II de Châtillon  | Hugues II de Châtillon  | Hugues II de Châtillon | Hugues II de Châtillon | Hugues II de Châtillon | Hugues II de Châtillon |                      |                      | Jacques Ier de Châtillon | Jacques Ier de Châtillon | Jacques Ier de Châtillon | Jacques Ier de Châtillon | Jacques Ier de Châtillon | Jacques Ier de Châtillon |                     |                     | Guy IV de Saint-Pol     | Guy IV de Saint-Pol     | Guy IV de Saint-Pol     | Guy IV de Saint-Pol     | Guy IV de Saint-Pol      | Guy IV de Saint-Pol      |                          |                          |                          |                          |  |  |                        |                        |                        |                        |                        |                        | Jeanne de Blois-Châtillon | Jeanne de Blois-Châtillon | Jeanne de Blois-Châtillon | Jeanne de Blois-Châtillon | Jeanne de Blois-Châtillon | Jeanne de Blois-Châtillon |                    |                    |                    |                    |                     |                     |                     |                     | Arthur II de Bretagne | Arthur II de Bretagne | Arthur II de Bretagne | Arthur II de Bretagne | Arthur II de Bretagne  | Arthur II de Bretagne  |                        |                        |                        |                        |  |  |  |  |  |  |  |  |  |  |  |  |  |  |  |  |  |  |  |  |  |  |  |  |  |  |  |  |  |  |

## Armoiries
| Blason | Blasonnement : « de gueules à trois pals de vair, au chef d'or ». |